# نوکیا (ترانه)
نوکیا نام آهنگی از رپر و خوانندهٔ کانادایی، دریک، از آلبوم استودیویی مشترک او با پارتی‌نکست‌دور، چند آهنگ سکسی برای تو است. این آهنگ توسط خود دریک ترانه‌سرایی شده بود. نوکیا، در تاریخ ۱۴ فوریهٔ ۲۰۲۵ توسط لیبل سانتا آنا، OVO Sound و Republic Records پیش از انتشار کامل آلبوم به صورت تک‌آهنگ در دسترس قرار نوکیا موفق شد که در ۱۹ آوریل ۲۰۲۵ به رتبهٔ پنجم در میان ۱۰۰ آهنگ داغ کانادا، و رتبهٔ دوم در ۱۰۰ آهنگ داغ بیلبورد برسد؛ و همچنین در میان شنوندگان استرالیا، نیوزیلند و بریتانیا هم در بین ده آهنگ برتر قرار گرفت.